# Тырновское Народное Собрание
Ты́рновское Наро́дное Собра́ние (также Ты́рновское Вели́кое наро́дное собра́ние) — название пяти (и одного дополнительного) народных собраний Болгарии, имевших характер учредительного. Во время Первого Собрания была принята Тырновская конституция, оформились две политические партии: Консервативная и Либеральная. Проект конституции за авторством последней выиграл при обсуждении. Позднее также созывались собрания, избиравшие князя Болгарии либо менявшие отдельные положения в Конституции.

## Первое Собрание
Наиболее важным Тырновскым Народным Собранием, по мнению ЭСБЕ, было Первое Собрание, учреждённое 10 февраля [22 февраля] 1879 на основании Берлинского трактата князем Александром Михайловичем Дондуковым-Корсаковым. Собрание состояло из 233 представителей, из которых 89 было выбрано болгарскими общинами по указаниям Временного русского управления, 21 человек был назначен Дондуковым-Корсаковым, 13 принадлежали к духовенству (11 православных епископов, 1 раввин, 1 муфтий), 105 депутатов являлись высшими чиновниками, прямо или косвенно назначенными оккупационной властью, и остальные были представителями Рильского монастыря, болгарского купечества Одессы и Вены, болгарского благотворительного общества в Кишинёве и литературного общества в Брэиле.
Несмотря на зависимость состава Собрания от Дондукова-Корсакова, оно проявило самостоятельность в решении вопрос о будущем государственного устройства Болгарии. Так, перед рассмотрением предложенного князем органического устава (конституции) Болгарии, Собрание установило кодекс правил «Правилник за вътрешний порядок на учредительното Народно Събрание», признававший неприкосновенность депутатов. В результате обсуждения устава депутаты разделились на консервативную и либеральную партии, первая поддержала проект Дондукова-Корсакова, выступала за двухпалатный парламент, создание государственного совета и против расширения местного самоуправления, последняя ― за сужение прав князя (включая сокращение его цивильного листа), увеличение прав Народного Собрания и местного самоуправления и отмену государственного совета. В результате либеральная партия победила, и созданная ей конституция была утверждена императором Александром II. Первое Собрание было распущено 16 апреля [28 апреля] 1879.

## Последующие Собрания
Второе Народное Собрание было созвано 17 апреля [29 апреля] 1879 (и открыто Дондуковым-Корсаковым) и действовало на основании Тырновской конституции: его депутаты были выбраны всеобщим тайным голосованием, их количество вдвое превышало Первое Собрание. Задачей Собрания стало избрание князя, которым стал Александр Баттенберг. Второе Собрание было распущено в тот же день. В 1881 году Свиштове было также проведено дополнительное Собрание, дававшее Баттенбергу чрезвычайные полномочия на 7 лет.
После государственного переворота и отречения Александра Баттенберга в 1886 году было учреждено Третье Собрание, выбравшее новым князем Вальдемара Датского. Вследствие того, что Вальдемар не принял избрания, пришлось созвать Четвёртое Собрание, по результатам работы которого новым князем стал Фердинанд I.
В 1893 году заседало Пятое Народное Собрание, чьей задачей стал пересмотр Тырновской конституции, в результате чего были отменены положения о религии наследника болгарского престола и запрете орденов. Пятое Собрание также увеличило число министерств, вдвое уменьшило число депутатов народных собраний и предоставило возможность князю заключать государственные займы без согласия Народного Собрания и производить расходы сверх бюджета.

### Комментарии
1. ↑  Устав предоставлял широкие полномочия князю и ограниченные народному представительству[1]
2. ↑  Во главе с Константином Стоиловым, Тодором Икономовым, Марко Балабановым, Димитром Грековым, Георгием Вылковичем и др.[1]
3. ↑  Во главе с Петко Каравеловым, Драганом Цанковым и др.[1]